# Shin baka jidai: Zenpen
Shin baka jidai: Zenpen (新馬鹿時代 前篇) è un film del 1947 diretto da Kajirō Yamamoto.